# Yvonne Dornès
Pour les articles homonymes, voir Dornès.
Yvonne Dornès née le 19 avril 1910 à Paris et morte le 10 septembre 1994 à Neuilly-sur-Seine est une dirigeante et haut fonctionnaire de la culture française. Elle crée en 1936, la cinémathèque française aux côtés d'Henri Langlois. Elle a un rôle pivot entre le Mouvement français pour le planning familial et la franc-maçonnerie.

## Biographie
Née en 1910, Yvonne Dornès étudie le droit, l'économie politique et la philosophie.
En 1930, elle épouse Claude Weinbach dont elle divorce en 1936. Elle a un fils Pierre-Alain. Elle 1935, elle rencontre Jeanne Loviton qui sera une amie toute sa vie.
En 1932, elle intervient dans l'accueil des réfugiés antifascistes allemands.
En 1936, elle est auprès du Front populaire arrivé au pouvoir. Elle est chargée de l'action culturelle à la Présidence du Conseil. Elle mène une enquête en Allemagne sur les finances de l'économie du Troisième Reich sous le pseudonyme Claude Bacheville et qu'elle publiera dans la revue L'Europe nouvelle.
Elle est responsable du service des œuvres françaises à l'étranger. Et à ce titre, avec Henri Langlois, elle crée la Cinémathèque française, qu'elle dirige de 1977 à 1987.
De 1939 à 1953, elle dirige la société téléphonique SVP, dont elle était auparavant conseillère technique.
En 1939, elle est chargée de la propagande cinématographique pour le compte du Commissariat général à l'Information qu'elle quitte en 1940, lorsque le gouvernement s'installe à Vichy.
En 1944, elle fait partie des sept membres qui avec Georges Bérard-Quélin créent le club « Le Siècle ». Celui-ci réunit des représentants influents de la classe dirigeante française : hauts fonctionnaires, hommes politiques, chefs d'entreprises, patrons de presse.
En 1955, elle entre en franc-maçonnerie. Elle est initiée dans la loge « Isis ». Elle fonde les loges « Diana » à Rouen et « Arc-en-ciel » à Paris et participe à l’expansion européenne de la Grande Loge féminine de France (GLFF). Elle fonde alors la loge « Irini » à Bruxelles puis, avec les sœurs belges, la loge « La source ». En 1981, elle fonde à Paris la loge « La Française ». En septembre 1977, elle est élue grande maîtresse de la GLFF, elle conserve la fonction jusqu’en 1980.
En 1958, elle s'engage dans l'association « Maternité heureuse » qui devient en 1960, le Mouvement français pour le planning familial. Elle dirige le bulletin qu'elle transforme en revue trimestrielle en 1964. En 1973, elle quitte le planning familial, lorsque Simone Iff est élue comme présidente. Elle dirige également les éditions Famille et culture, qui publie des ouvrages sur la sexualité.